# Вяземский переулок (Санкт-Петербург)
Вя́земский переу́лок — переулок в Петроградском районе Санкт-Петербурга. Проходит от улицы Профессора Попова до Песочной набережной. На юг продолжается Иоанновским переулком.

## История
Впервые появляется на карте города в 1836 году как Лавалева улица — по названию «дома Лаваля», стоявшего на углу нынешней улицы Профессора Попова. С 1849 года — Задний переулок, с 1868 года — Глухой переулок (один из многих в Петербурге с таким названием), поскольку упирался тупиком в ограду имения Вяземских. С 5 марта 1871 года — Вяземский переулок (по фамилии владельцев имения). С 15 декабря 1952 года по 4 января 1954 года носил название Белгородская улица, однако название не прижилось.

## Современность

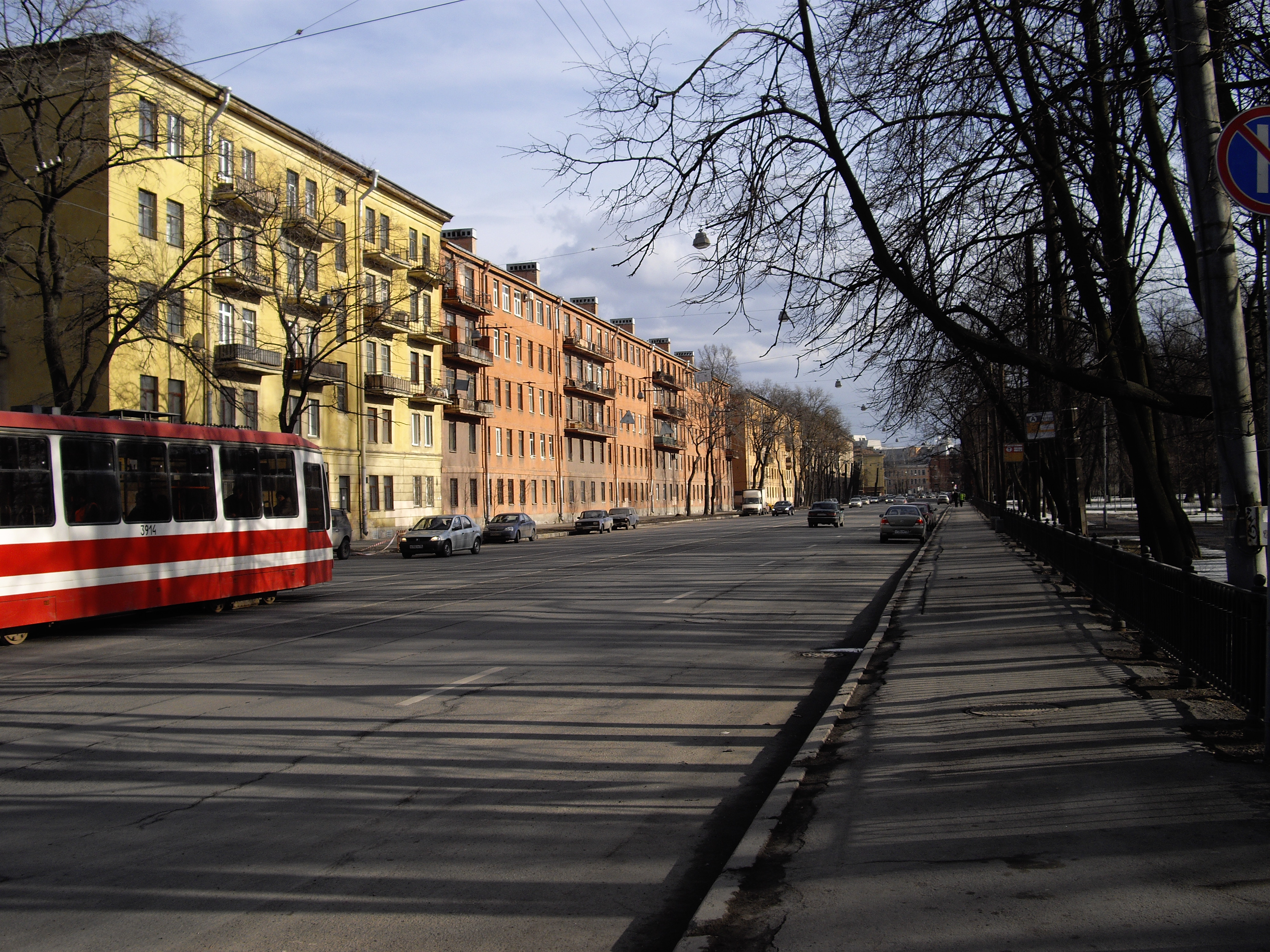
Вяземский переулок (вид от Песочной набережной в сторону улицы Профессора Попова)

В настоящее время переулок имеет длину около 500 м. Несмотря на то, что он называется переулком, его ширина 30 метров — больше, чем у основных магистралей района: Каменноостровского и Большого проспектов (оба они имеют ширину около 20 м).
Основную часть застройки переулка составляют жилые дома, здесь же располагается 32-я районная поликлиника (дом 3), а также общежитие СПбГУ ИТМО (дом 5—7). На углу переулка и Песочной набережной находится Вяземский сад — остатки парка усадьбы князей Вяземских ( 7801094001).
В доме № 8 за Вяземским садом находилась мастерская скульптора М. К. Аникушина; 30 ноября 1999 года его именем названа Аникушинская аллея, пролегающая от Вяземского переулка к Аникушинскому скверу на Каменноостровском проспекте.

## Транспорт
По всему переулку организовано трамвайное движение (маршрут № 40). На участке между Песочной набережной и улицей Профессора Попова проходит маршрут автобуса № 25.

## Примечательные здания и сооружения
- Поликлиника № 32;
- Студенческий городок Санкт-Петербургского национального исследовательского университета информационных технологий, механики и оптики;
- Дом № 8 — дом-мастерская М. К. Аникушина. Здание было перестроено в 1968-м году на основе старой оранжереи Вяземского сада. С 2005 года здание занимает филиал Музея городской скульптуры[4][5].